# Волохово (Псковская область)
Волохово — деревня в Карамышевской волости Псковского района Псковской области России.
Расположена в 16 км к юго-востоку от села Карамышево и в 51 км к востоку от центра города Пскова.

## История
Решением Псковского облисполкома № 200 от 27 апреля 1988 года объединена с деревней Бубнево.
До 1 января 2010 года деревня входила в состав ныне упразднённой Осиновичской волости.

## География
Расположена на реке Лзна. 

## Население
| 2001 | 2002 | 2010 |
| ---- | ---- | ---- |
| 13   | ↘6   | ↘2   |